# Manio Acilio Glabrione (tribuno 122 a.C.)
Manio Acilio Glabrione (in latino Manius Acilius Glabrio; fl. 122 a.C.) è stato un politico romano.
Fu tribuno della plebe nel 122 a.C. e promotore, insieme a Gaio Sempronio Gracco della lex Acilia repetundarum, che prevedeva una modifica della composizione e della procedura dei tribunali per il reato de probrum, concussione. Fu il padre di Manio Acilio Glabrione console nel 67 a.C.
Altre notizie e attività riguardo alla sua vita non sono conosciute.